# 第十五号型水雷艇
第十五号型水雷艇（だいじゅうごごうがたすいらいてい、旧字体：第十五號型水雷艇）は、日本海軍の三等水雷艇。同型艇2隻。
第五号型水雷艇と同じ1885年（明治18年）度にフランス・ノルマン社に1隻発注し、1隻を国内で建造した。この2隻は「ノルマン型」と呼ばれている。ルイ＝エミール・ベルタンの設計による。5号型との相違はボイラーに水管缶を搭載し、エンジンが3段膨張式であった。また船体がわずかに大きい。日清戦争後に国内で建造した第五十号型水雷艇はこの第15号型の発展形である。

## 同型艦
竣工日の後は建造所。小野浜造船所は1893年（明治26年）より呉鎮守府造船支部と改称。
- 第15号 : 1893年（明治26年）11月1日竣工（ノルマン）。1910年（明治43年）4月1日除籍。
- 第20号 : 1893年（明治26年）10月18日竣工（呉造船支部）。1910年（明治43年）4月1日除籍。